# Prima Categoria Puglia 1968-1969
La Prima Categoria 1968-1968 è stata la decima edizione del quinto livello del campionato italiano di calcio.
Questi sono i gironi organizzati dal Comitato Regionale Puglia.

## Girone A

### Aggiornamenti
La dirigenza dell'A.S. Liberty di Bari, società retrocessa dalla Serie D nella stagione precedente, ha chiuso l'esercizio, cedendo il titolo sportivo ad una nuova società, chiamatasi A.S. Liberty Palo, di Palo del Colle.

### Squadre partecipanti
| Squadre                   | Città                      | Stagione Precedente |
| ------------------------- | -------------------------- | ------------------- |
| A.S.C. Acquaviva          | Acquaviva delle Fonti (BA) |                     |
| F.C. Edilsport Altamura   | Altamura (BA)              |                     |
| S.S. Canosa               | Canosa di Puglia (BA)      |                     |
| U.S. Corato               | Corato (BA)                |                     |
| U.S. Fasano               | Fasano (BR)                |                     |
| U.S. Giovinazzo           | Giovinazzo (BA)            |                     |
| A.S. Liberty Palo         | Palo del Colle (BA)        |                     |
| U. S. Lucera              | Lucera (FG)                |                     |
| U.S. Modugnese            | Modugno (BA)               |                     |
| U.S. Modugno              | Modugno (BA)               |                     |
| Pol. Noci                 | Noci (BA)                  |                     |
| Pol. Ortanova             | Orta Nova (FG)             |                     |
| S.S. Pro Gioia            | Gioia del Colle (BA)       |                     |
| A.S. Putignano            | Putignano (BA)             |                     |
| A.S. Ruvo                 | Ruvo di Puglia (BA)        |                     |
| U.S. San Giovanni Rotondo | San Giovanni Rotondo (FG)  |                     |

### Classifica finale
|  | Pos. | Squadra              | Pt | G  | V  | N  | P  | GF | GS | DR  |
|  | ---- | -------------------- | -- | -- | -- | -- | -- | -- | -- | --- |
|  | 1.   | Giovinazzo           | 38 | 30 | 12 | 14 | 4  | 39 | 19 | +20 |
|  | 2.   | Putignano            | 36 | 30 | 12 | 12 | 6  | 37 | 28 | +9  |
|  | 3.   | Acquaviva            | 36 | 30 | 11 | 14 | 5  | 44 | 29 | +15 |
|  | 4.   | Corato               | 35 | 30 | 13 | 9  | 8  | 40 | 29 | +11 |
|  | 5.   | Canosa               | 36 | 30 | 16 | 4  | 10 | 46 | 32 | +14 |
|  | 6.   | Altamura             | 34 | 30 | 12 | 10 | 8  | 29 | 32 | -3  |
|  | 7.   | Fasano               | 32 | 30 | 9  | 14 | 7  | 31 | 26 | +5  |
|  | 8.   | Modugnese            | 30 | 29 | 10 | 10 | 9  | 28 | 27 | +1  |
|  | 9.   | Ruvo                 | 30 | 30 | 11 | 8  | 11 | 29 | 33 | -4  |
|  | 10.  | Modugno              | 29 | 29 | 11 | 7  | 11 | 31 | 30 | +1  |
|  | 11.  | Noci                 | 27 | 30 | 10 | 7  | 13 | 33 | 35 | -2  |
|  | 12.  | Ortanova             | 27 | 30 | 10 | 7  | 13 | 40 | 40 | 0   |
|  | 13.  | Pro Gioia            | 27 | 30 | 8  | 11 | 11 | 30 | 40 | -10 |
|  | 14.  | Liberty Palo         | 24 | 30 | 6  | 12 | 12 | 31 | 29 | +2  |
|  | 15.  | San Giovanni Rotondo | 21 | 30 | 8  | 5  | 17 | 35 | 62 | -27 |
|  | 16.  | Lucera (-1)          | 17 | 29 | 4  | 10 | 16 | 21 | 49 | -28 |

Legenda:
      Promosso in Serie D 1969-1970.
      Retrocesso in Seconda Categoria 1969-1970.
Regolamento:
Due punti a vittoria, uno a pareggio, zero a sconfitta.
Note:
Il Lucera ha scontato un punto di penalizzazione per rinuncia.
Modugno e Modugnese hanno disputato una partita in meno.

## Girone B

### Squadre partecipanti
| Club                         | Città                      | Stagione precedente |
| ---------------------------- | -------------------------- | ------------------- |
| Pol. Castellaneta            | Castellaneta (TA)          |                     |
| A.C. Copertino               | Copertino (LE)             |                     |
| A.S. Francavilla             | Francavilla Fontana (BR)   |                     |
| U.S. Pro Italia Galatina     | Galatina (LE)              |                     |
| U.S. Galatone                | Galatone (LE)              |                     |
| Pol. Ars et Labor Grottaglie | Grottaglie (TA)            |                     |
| A.S. Guagnano                | Guagnano (LE)              |                     |
| A.S. Leverano                | Leverano (LE)              |                     |
| A.C. Manduria                | Manduria (TA)              |                     |
| A.C. Massafra                | Massafra (TA)              |                     |
| A.S. Mesagne                 | Mesagne (BR)               |                     |
| A.S. Ostuni                  | Ostuni (BR)                |                     |
| A.C. Parola Carmiano         | Carmiano (LE)              |                     |
| Pol. San Pietro              | San Pietro Vernotico (BR)  |                     |
| U.S. San Vito                | San Vito dei Normanni (BR) |                     |
| U.S. Squinzano               | Squinzano (LE)             |                     |
| U.S. Tricase                 | Tricase (LE)               |                     |

### Classifica finale
|  | Pos. | Squadra              | Pt       | G  | V  | N  | P  | GF | GS  | DR   |
|  | ---- | -------------------- | -------- | -- | -- | -- | -- | -- | --- | ---- |
|  | 1.   | Tricase              | 39       | 28 | 15 | 9  | 4  | 47 | 26  | +21  |
|  | 2.   | Ostuni               | 37       | 28 | 15 | 7  | 6  | 32 | 18  | +14  |
|  | 3.   | Manduria             | 34       | 28 | 13 | 8  | 7  | 31 | 18  | +13  |
|  | 4.   | Squinzano            | 33       | 28 | 11 | 11 | 6  | 32 | 27  | +5   |
|  | 5.   | San Pietro Vernotico | 31       | 28 | 9  | 13 | 6  | 38 | 26  | +12  |
|  | 6.   | Castellaneta         | 29       | 28 | 12 | 5  | 11 | 26 | 30  | -4   |
|  | 7.   | Copertino            | 28       | 28 | 9  | 10 | 9  | 30 | 27  | +3   |
|  | 8.   | Grottaglie           | 27       | 28 | 11 | 5  | 12 | 36 | 35  | +1   |
|  | 9.   | Massafra             | 26       | 28 | 9  | 8  | 11 | 22 | 30  | -8   |
|  | 10.  | Guagnano             | 24       | 28 | 8  | 8  | 12 | 16 | 28  | -12  |
|  | 11.  | Pro Italia Galatina  | 24       | 28 | 8  | 8  | 12 | 31 | 34  | -3   |
|  | 12.  | Parola Carmiano      | 24       | 28 | 7  | 10 | 11 | 22 | 28  | -6   |
|  | 13.  | Francavilla          | 24       | 28 | 9  | 6  | 13 | 27 | 34  | -7   |
|  | 14.  | Leverano             | 21       | 28 | 7  | 7  | 14 | 24 | 36  | -12  |
|  | 15.  | San Vito Normanni    | 19       | 28 | 5  | 9  | 14 | 29 | 46  | -17  |
|  | ---  | Galatone             | Ritirato | 30 | 0  | 0  | 30 | 2  | 142 | -140 |

Legenda:
      Promosso in Serie D 1969-1970.
      Retrocesso in Seconda Categoria 1969-1970.
Regolamento:
Due punti a vittoria, uno a pareggio, zero a sconfitta.
Note:
Il Leverano è stato in seguito riammesso.